# Perișani
Perisani là một xã thuộc hạt Vâlcea, România. Dân số thời điểm năm 2002 là 3849 người.